# Nombre 188
El nombre 188 (CLXXXVIII) és el nombre natural que segueix el nombre 187 i precedeix el nombre 189.
La seva representació binària és 10111100, la representació octal 274 i l'hexadecimal BC.
La seva factorització en nombres primers és 2²×47; altres factoritzacions són 1×188 = 2×94 = 4×47; és un nombre 3-gairebé primer: 2 × 2 × 47 = 188.